# 天水长柄姬小蜂
天水长柄姬小蜂（学名：Hemiptarsenus tianshuiensis），一种于中国甘肃省天水市麦积区麦积山国家地质公园发现的昆虫，隶属于膜翅目姬小蜂科长柄姬小蜂属。

## 鉴别特征
触角深棕色，柄节（scape）腹面黄色。后胸小盾片（metascutellum）前部具网纹，其余大部分光滑。并胸腹节（propodeum）的平均长度约为0.7倍的中胸小盾片（mesoscutellum）的平均长度，具强烈网纹，有中脊（median carina）和侧褶（plicae）。中足和后足胫节（tibia）黄白色，端部1/3为深棕色。腹柄（petiole）黄色。柄后腹（gaster）深棕色，基部附近有一横向黄色斑块。